# Поуль Нюруп Расмуссен
Поуль Нюруп Расмуссен (дан. Poul Nyrup Rasmussen; нар. 15 червня 1943, Есб'єрг) — данський політик, з 25 січня 1993 по 27 листопада 2001 займав пост прем'єр-міністра Данії.

## Біографія
Расмуссен народився в 1943 році, вивчав державу, право та економіку. Брав активну участь у діяльності данських профспілок, ставши їх провідним економістом. У 1987 був обраний заступником голови Соціал-демократичної партії Данії, у 1988 обраний депутатом Фолькетингу, де у 1990 очолив комітет з економічних питань. З 1992 по 2002 був лідером правлячої партії Соціал-демократів. З 2004 року до вересня 2008 був членом Європейського парламенту. У тому ж 2004 він став президентом Партії європейських соціалістів.